# Literatura łagrowa
Literatura łagrowa – literatura obozowa opisująca losy więźniów sowieckich obozów (ros. łagier) i więzień, w opozycji do literatury lagrowej/obozowej (np. poezja lagrowa) dotyczącej nazistowskich obozów i więzień.
W Polsce wydano następujące syntezy:
- Czaplejewicz Eugeniusz Polska literatura łagrowa, Warszawa 1992, ISBN 83-01-10651-4.
- Sariusz-Skąpska Izabella Polscy świadkowie Gułagu. Literatura łagrowa 1939–1989, TAiWPN „Universitas”, Kraków 1995, 2002, 2012, ISBN 97883-242-2229-2[1]

Katarzyna Żemła (ob. Jastrzębska), Przetłumaczyć łagier. Rosyjska i polska literatura łagrowa we wzajemnych przekładach, Katowice 2000.